# Kanal 5

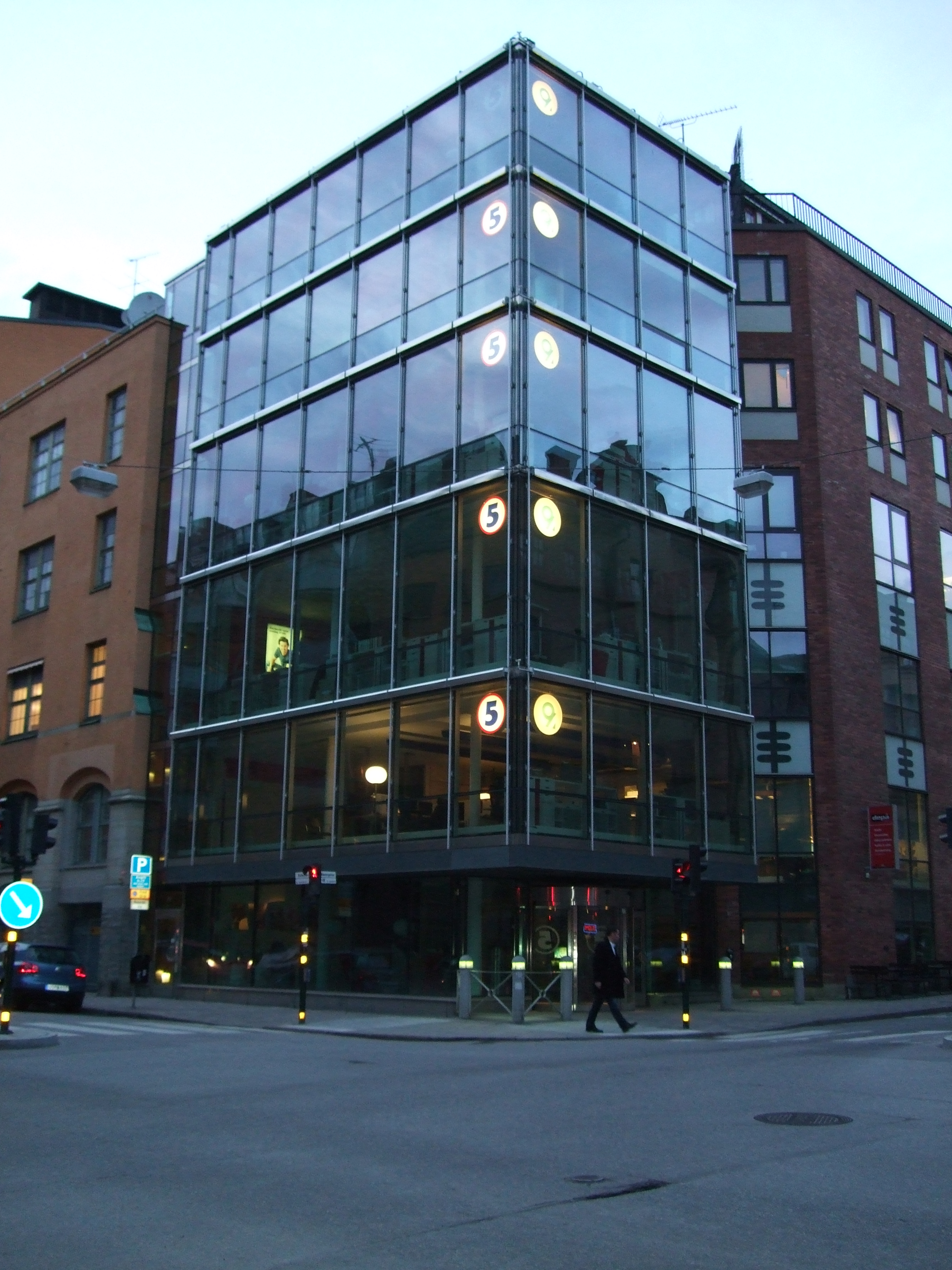
Kanal 5-byggnaden i Stockholm, 2008.

Kanal 5 (tidigare Nordic Channel, TV5, TV5 Nordic, Femman) är en TV-kanal som sänder till Sverige, kanalen grundades 27 mars 1989 och ägs av Warner Bros. Discovery.
Efter att ha provat olika koncept under 1990-talet profilerade sig Kanal 5 från början av 2000-talet som "Roligare TV" med en tablå helt inriktad underhållning för unga människor. Kanalen sände från London 1998–2019, varefter sändningarna flyttades till Bayern.

## Historia

### Starten
Åke Wilhelmsson och Kari Storækre hade genom produktionsbolaget Karissima under 1988 sänt programmet God Morgon Scandinavia i Sky Channel som då ofta fanns i svenska kabelnät. När Sky ändrade målgrupp och koncentrerade sig på den brittiska marknaden började paret istället planera en egen kanal. I januari 1989 annonserade de och advokat Ingemar Drogell ett prospekt om aktieteckning i den nya kanalen Nordic Channel.
Den 8 mars 1989 meddelades på en presskonferens i Stockholm att industrimannen Matts Carlgren gått in som större finansiär i kanalen. Sändningsstarten sattes till den 27 mars och en transponder hade bokats på en Eutelsatsatellit. Tanken var från början att fristående produktionsbolag skulle köpa tid i kanalen. Studiolokaler hyrdes från Utbildningsradion i Stocksund. Redan några månader efter starten köper Carlgren ut de övriga ägarna. Programchef var Henrik S. Järrel, som lämnade kanalen under 1991 för att bli riksdagsledamot.
Bland de som köpt programtid fanns Utbildningsradion som sände i ett eget programblock på kanalen finansierat av tv-licensen. I december 1989 startades "Scandinavian Business Channel" av Dagens Industri och Aktiefrämjandet. Även Pingstkyrkan köpte programtid över sände importerade amerikanska gudstjänster. I januari 1992 började det persiska programmet Miniatyr sändas.
Bortsett från detta sände kanalen en del "egna" program, bland annat den amerikanska såpoperan "Glamour" som kom att bli kanalens första publikframgång. Andra program i de tidiga tablåerna var äldre svenska filmer, inköpta deckarserier och musikvideor. Bingolotto var på väg att börja sändas i Nordic Channel, men programmet fick istället sin nationella premiär i TV4.

### Amerikanskt ägande
I september 1991 sålde Carlgren 75 procent av kanalen till Luxemburgbaserade TV1 Europa (senare omdöpt till Scandinavian Broadcasting System, SBS) som leds av Harry E. Sloan. Hans bolag hade sedan tidigare investerat i de TVNorge och danska Kanal 2. I november bytte kanalen namn till TV5 Nordic och började sända på Tele-X-satelliten, där även TV4 fanns. Den franska kanalen TV5, som distribueras i de svenska nätens basutbud, protesterar dock och en rättsprocess följer. Med de nya ägarna satsades på fler inköpta amerikanska serier som Star Trek och Bröderna Cartwright.
År 1993 började kanalen sända korta, egna nyhetssändningar, kallat 5i. Man tog även över programmet Vem tar vem? från SVT. I mars 1993 börsintroduceras SBS vid New York-börsen, vilket ger kanalen en kapitalinjektion. I januari 1994 flyttade kanalen från UR i Stocksund till egna lokaler.
Den 25 november 1993 dömde Stockholms tingsrätt till franska TV5:s fördel och förbjuder användningen av namnet TV5 Nordic. Den 22 mars 1994 byter TV5 Nordic därför namn till Femman. År 1995 började Femman visa den amerikanska komediserien Vänner.
Hösten 1994 började kanalen sända sin första svenskproducerade dramaserie, såpoperan Solo som inte når tittarframgångar. I huvudsak fokuserade dock kanalen på importerade amerikanska program. Amerikanska komediserien Fresh Prince i Bel Air som börjar sändas i februari 1994 blir populär. I mars 1995 blir Paramount Television delägare i SBS och avtal tecknas om leverans av filmer och TV-serier.
Under 1994 rekryterades TV3-grundaren Jan Steinmann för att leda SBS:s nordiska verksamhet. Att Steinmann så snart gick över till konkurrenten gillades inte av Stenbeck och en överenskommelse nåddes om att Steinmann skulle sättas i en sex månaders karantän innan han kunde börja den 1 juli 1995. Under tiden blev Femmans dåvarande vd Hans von Schreeb kanalens styrelseordförande och tidigare försäljningschef Lena Åhman utsågs till ny vd, vilket gjorde henne till den första kvinnliga vd:n för en svensk nationell kanal. När Steinmann kommer till SBS utser han sin tidigare programchef på TV3, Mats Örbrink, till ny programchef på Femman. Han kommer dock i konflikt med Åhman som avgår och ersätts av Patrick Svensk, även han från TV3. Brita Sohlberg, TV3:s tidigare informationschef, blir vice vd.
Den nya ledningen inledde ett förändringsarbete som bland annat innebär satsningar på mer egenproduktion. Avtalen med de externa företag som köpt programtid sägs upp, vilket innebär att Miniatyr och gudstjänster försvinner från tablån.

### Nylansering 1996
Den 4 februari 1996 bytte kanalen återigen namn, till Kanal 5. Även detta namnbyte hade föregåtts av en rättsprocess med klagomål från ett företag i Umeå som använde namnet "Kanal 5" för flygplats-TV. I det fallet kunde dock en överenskommelse nås.
Kort efter namnbytet började kanalens nya svenska produktioner sändas: Måndagsklubben med Caroline Giertz, Lusthuset, En ding ding värld med Johannes Brost, Fallet X med Walter Kegö, Det ringer på dörren, Emmas analys med Emma Sjöberg, Lotta med Lotta Aschberg, Ronnys rullar och Fråga Helene med Helene Backman. På hösten startar tävlingen Stjärna mot stjärna och cirkusunderhållningen Colosseum.
Under 1997 tog Kanal 5 över såpoperan Vänner och fiender från TV3. Man satsar också på OP:7, en dramaserie i sjukhusmiljö.
Efter att ha ursprungligen sänt med en licens från Luxemburg fick kanalen senare en brittisk sändningslicens. Inledningsvis fortsatte kanalens med att ha ledning och utsändning i Sverige, men i augusti 1997 meddelades den brittiska tillsynsmyndigheten ITC att de behövs etablera ett huvudkontor med utsändning i Storbritannien. Sändningarna flyttades till London den 22 januari 1998.
Kanalen hade sedan starten sänts okodad via satellit. Att kanalen sände engelskspråkiga program utan dubbning gjorde den även populär utanför Sverige, vilket irriterade de programföretag som sålt visningsrättigheter som bara gällde Sverige. Därför bytte kanalen till sändningsstandarden D2MAC under sommaren 1998, men det räckte inte så från den 19 oktober 1998 krypterades sändningarna, varefter ett programkort behövdes för att se kanalen via satellit.
I november 1998 lämnade programdirektör Mats Örbrink för att under 1999 ersättas av Anders Knave. Även vd Patrick Svensk lämnar i november 1999 efter att inte ha kommit överens med SBS-ledningen och försäljningschefen Manfred Aronsson tar över vd-posten.
Hösten 1999 började kanalen sända dokusåpan Villa Medusa och sexupplysningsprogrammet Fråga Olle.

### Roligare TV
Våren 2000 flyttade kanalen in i ett nytt kontor på Rådmansgatan 42 (i hörnet vid Döbelnsgatan).
Efter att Vänner och fiender lagts ner startades den nya såpoperan Hotel Seger som inte blir en tittarframgång. Hösten 2000 börjar kanalen även sända dokusåpan Big Brother som blir mer framgångsrik.
År 2001 började kanalen sända talangjakten Popstars, inredningsprogrammet Room Service och amerikanska kriminalserien CSI: Crime Scene Investigation.
År 2003 sändes High Chaparall, Filip och Fredriks första program för kanalen. Det blev starten på ett långvarigt samarbete med duon som fortsatte göra program som 100 höjdare och Ett herrans liv för Kanal 5.
Under 2000-talet var det i hög grad amerikanska dramaserier som dragit tittare, däribland CSI: Crime Scene Investigation, Desperate Housewives, Grey's Anatomy, och Criminal Minds. Även amerikanska sitcoms har bidragit starkt till kanalens framgångar; till exempel Vänner, 2 1/2 män, Cougar Town, The Big Bang Theory och Suburgatory.
Trots det uttalade målet att göra roligare TV har flera program upplysande inslag av allmänintresse och drag av public service: Boston Tea Party var en variant av Fråga Lund och Fråga Olle upplyste om sex och samlevnad. I Betnér Direkt diskuterades samhälleliga frågor och programmet vann Kristallen 2012 i kategorin Årets fakta- och aktualitetsprogram. Henrik Schyffert gjorde politisk satir i Veckans nyheter. The Big Bang Theory tilldelades det svenska priset The Torsten Wiesel Midnight sun award med motiveringen "För att ha fört in vetenskap i vardagsrum [...]".
I mars 2007 förvärvades moderbolaget SBS av tyska ProSiebenSat.1 Media AG. 
I april 2013 köpte det amerikanska företaget Discovery Communications den nordiska delen av SBS, och bildade företaget SBS Discovery Media.
Som en följd av Brexit valde Discovery att 2019 flytta utsändningen av företagets skandinaviska kanaler, inklusive Kanal 5, från London till Bayern.
Den 15 januari 2024 uppdaterade Warner Bros Discovery utseendet för alla sina nordiska tv-kanaler. I Sverige var det Kanal 5, Kanal 9 och Kanal 11 som fick ett nytt utseende och grafisk profil.

## Distribution
Kanal 5 sänds via de flesta av de större operatörerna, som till exempel Com Hem, Viasat, Boxer, Sappa, Telenor och Canal Digital.

## Kanal 5:s profiler

### Nuvarande
- Jessica Almenäs
- Patrick Ekwall
- Karin Frick
- Jonas Karlsson
- Carina Berg
- Filip Hammar
- Pernilla Wahlgren
- Bianca Ingrosso
- Mattias Särnholm
- Fredrik Wikingsson
- Sofia Wistam

### Tidigare
- Alsing, Adam
- Ahrle, Leif
- Aschberg, Lotta
- Backman, Helene
- Andersson, Emma
- Berg, Kicki
- Djanaieff, Pontus
- Dal, Harald
- Engberg, Lotta
- Fahrman, Sofi
- af Geijerstam, Claes
- Gårdinger, Pontus
- Gynning, Carolina
- Henzel, Dominik
- Hurtig, Catarina
- Järrel, Henrik S.
- Lill-Babs
- Johansson, Lillemor
- Johnsson, Henrik
- Nyberg, Renée
- Møystad Engseth, Brita
- Peczynski, Dominika
- Ridell, Mi
- Rosander, Hannah
- Schyffert, Henrik
- Siepen, Peter
- Sinding-Larsen, Per
- Svensson, Ronny
- Warg, Emma
- Wahlgren, Nicklas
- Wahlgren, Pernilla

## Kanal 5:s program

### Egenproducerade program

#### Nuvarande
- Sofias Änglar
- Bergs drömkåk
- Alla mot alla med Filip och Fredrik
- Big Brother Sverige
- Wahlgrens Värld
- Paradiset Iris
- Vägens Hjältar
- Trafikpoliserna
- Södertäljepolisen
- Ex on the beach Sverige
- Ullared
- Sommaren med släkten
- Helt perfekt

#### Tidigare
- 100 höjdare
- 5i
- 69 grader nord
- After School Mix
- Arga snickaren
- Bachelor
- Big Brother
- Biggest Loser har kommit tillbaka
- Boston Tea Party
- Bröllopsfeber
- Bröllopsnoja
- Böda Camping
- Capish
- Casino - Las Vegas
- Charterhjältar
- Dating in the Dark
- Den rätte för Rosing
- Dolce Vita
- Drickbart
- EKG
- Ett herrans liv
- Extreme Makeover
- Fråga Helene
- Fråga Olle
- Färjan
- Förnimmelse av mord
- Gay Army
- Genom Nyckelhålet
- Good Morning Scandiavia
- Grattis Världen
- High Chaparall
- Hitmakers
- Hombres
- Homestyling
- Hot Pepper
- Hotel Seger
- Håkans Bar
- I huvudet på Gynning
- Jobbet & jag
- Klassträffen
- Kungarna av Tylösand
- Kustbevakarna
- Kungligt
- Lilla landet lagom
- Lite sällskap
- Lotta
- Lovesearch
- Malmvägen
- Masterplan
- Mullvaden
- Miniatyr
- Monster Garage
- Motorjournalen
- Musikmaskinen
- Måndagsklubben
- Nalles Show
- OP:7
- Oumi
- Outsiders
- Palladium
- Plastikkliniken (om Plastikkirurgicentrum och Carl Troilius) 2003/2004
- Plastikturisterna
- Playa del sol
- Poker
- Popstars
- Radio
- RAW Comedy Club
- Renée
- Res-TV
- Roast på Berns
- Ronnys Rullar
- Scenen är din
- Skånefruar
- SOS Västkust
- Solo
- SOS Gute
- Sofis mode
- So You Think You Can Dance Scandinavia
- Stridspiloterna
- Små hjältar
- Sverige pussas och kramas
- Sveriges skönaste familjer
- Söndagsparty med Filip och Fredrik
- Tidigare liv
- Tipsextra
- Titta vi reser
- Tjockholmen
- TV-butiken
- Vakna med NRJ
- Veckans nyheter
- Vem kan slå Filip och Fredrik
- Vem tar vem?
- Villa Medusa
- Våga vinna
- Vänner och Fiender
- Wipeout
- Y-front